# Джей Джона Джеймсон
Джон Джона Джеймсон молодший (англ. John Jonah Jameson Junior) — персонаж з коміксів американського видавництва Marvel Comics. Був створений сценаристом Стеном Лі та художником Стівом Дітко у 1963 році. Вперше з'явився у коміксі «The Amazing Spider-Man» #1.
Джеймсон — редактор «The Daily Bugle», однієї з найпопулярніших газет Нью-Йорка, а також суворий бос Пітера Паркера. Джеймсон завжди відчував незрозумілу ненависть до Людини-Павука. Хоча цей супергерой неодноразово рятував життя Джеймсона і його сина Джона (Людина-вовк), у його газеті часто з'являються повідомлення про загрозу жителям Нью-Йорка з боку Людини-Павука. Він часто поводиться як старий буркотун, але в дійсності він симпатизує людям, які працюють в «Daily Bugle», і часто допомагає їм. Незважаючи на його постійні скарги у адресу Пітера, Джеймсон дав йому місце фотокореспондента на повний робочий день, хоча через деякий час Пітерові знову довелося стати позаштатним фотографом. Крім того, Джеймсон оплатив послуги адвоката, коли того заарештували під час «саги про клонів».

## Поза коміксами

### На телебаченні
- Джона Джеймсон — один з головних персонажів мультсеріалу «Людина-павук» 1967 року. Його роль озвучив Пол Клігман.
- Джеймсон — другорядний персонаж мультсеріалів «Людина-павук» та «Людина-павук та його дивовижні друзі» 1981 року. Його роль озвучив Вільям Вудсон.
- Джеймсон — постійний персонаж мультсеріалу «Людина-павук» 1994 року. Його роль озвучив Едвард Еснер.
- Джеймсон з'являється у мультсеріалі «Людина-павук» 2003 року. Його роль озвучив Кіт Керрадайн.
- Джеймсон — постійний персонаж мультсеріалу «Нові пригоди Людини-павука» 2008 року. Його роль озвучив Даран Норріс
- Джеймсон — постійний персонаж телесеріалу «Людина-павук» 70-х років. Його роль виконали Девід Вайт та Роберт Саймон.

### У кіно
- Джона Джеймсон — другорядний персонаж у трилогії Людини-павука («Людина-павук», «Людина-павук 2», «Людина-павук 3»). Його роль виконав Дж. К. Сіммонс.
- Цікаво, що Кіновсесвіті Marvel Дж. К. Сіммонс знову повернувся до ролі Джей Джона Джеймсона.